# Bigofono

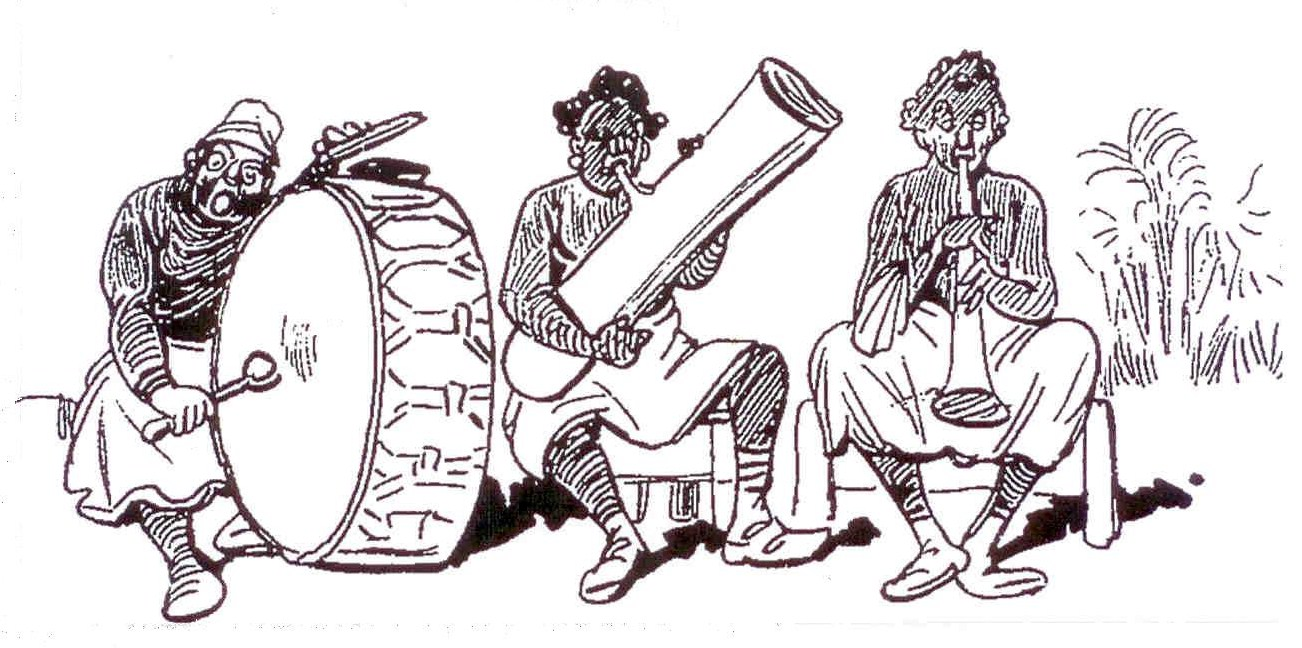
Un piccolo complesso bigofonico: a sinistra la grossa cassa con cimbali, il percussionista canta per seguire la musica, a destra: due bigofoni. L'imboccatura o "bocchino" del bigofono centrale è posta perpendicolarmente all'apertura del padiglione dello strumento. Caricatura d'Henri Maigrot, detto "Henriot", apparsa in Le Journal amusant, il 17 marzo 1894.

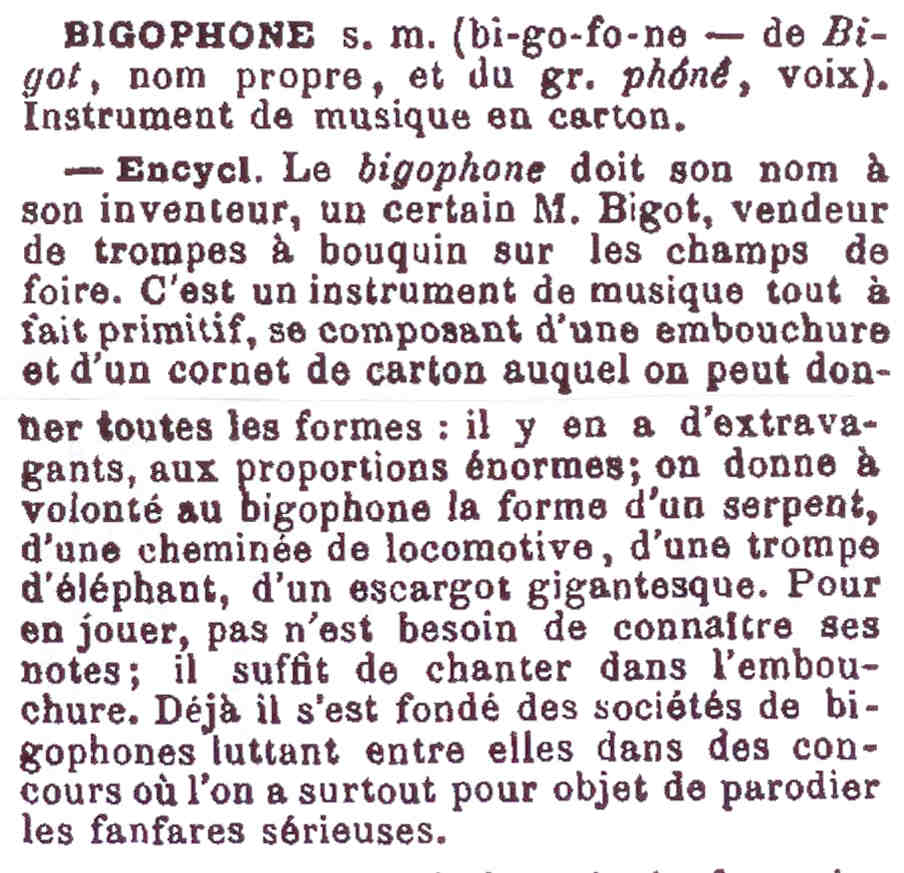
Pierre Larousse, Grande dizionario universale del XIX secolo, Parigi 1890.

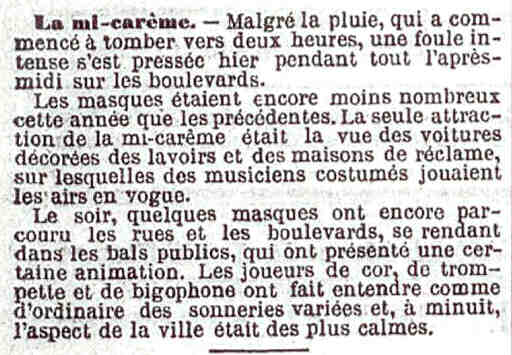
I bigofoni alla "mezza Quaresima" (terzo giovedì di Quaresima) al Carnevale di Parigi del 1888.

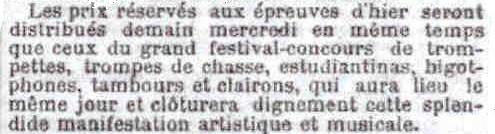
I bigofoni al gran concorso internazionale di musica di Puteaux nell'agosto 1900.

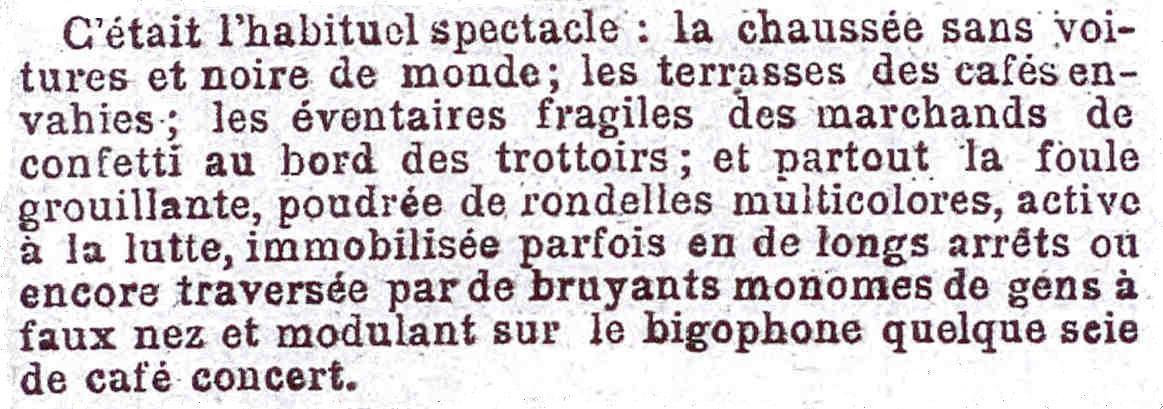
Le società bigofoniche al Carnevale di Parigi del 1902 sui Grands Boulevards.

Il bigofono (in francese bigophone, preferito, o bigotphone) è uno strumento musicale a fiato d'origine carnevalesca, d'aspetto decorativo, molto chiassoso, popolare, a buon mercato e facile da fabbricare, perché del tutto primitivo e quindi semplice da realizzare.
Il bigofono è chiamato così dal nome del suo inventore nel 1881, un francese parigino, Romain Bigot, venditore di trombe e trombette a bocchino, strumenti musicali a fiato, sui campi di fiera della regione di Parigi.
Nome al quale è aggiunto il suffisso greco fono, voce.
Il bigofono si compone di un'imboccatura, chiamato bocchino e d'un cornetto di cartone, al quale si può dare tutte le forme: ve ne sono di stravaganti, dalle proporzioni enormi, e si dona a volontà la forma d'un serpente, del camino d'una locomotiva, d'una proboscide d'elefante, d'una chiocciola gigantesca.
 Per suonarlo non c'è bisogno di conoscere le sue note musicali, basta cantare dentro al boccaglio.
Nell'ottobre 2011, il costo di fabbricazione d'un bigofono artigianale è di circa 4 euro, confrontato con l'acquisto d'un kazoo a 3 euro.

## Terminologia

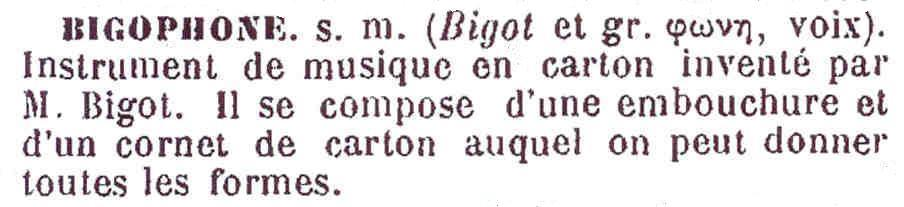
Dictionnaire des dictionnaires, Parigi 1895.

Bigotphone è in origine il marchio depositato da Romain Bigot, suo inventore, per il semplice strumento musicale, assai rumoroso, che aveva realizzato.
 L'iniziale "denominazione ufficiale" però evolve in seguito, semplificandosi e perdendo la «t» finale del cognome d'origine del suo inventore.
Il termine si usa anche familiarmente oggi in Francia per riferirsi al telefono.

## Bigofoni antichi

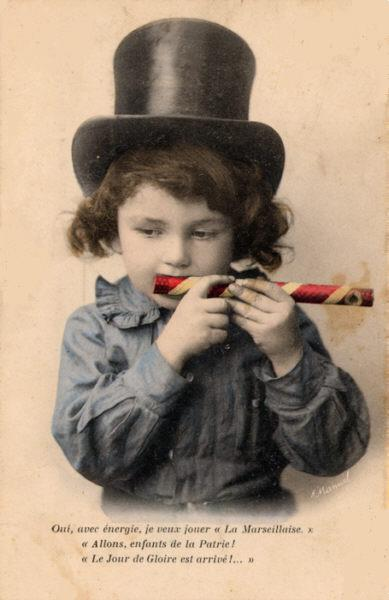
Il Mirlitone, strumento musicale, antenato del bigofono.
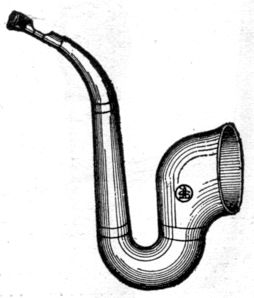
Un vocofono (vocophone) venduto a New York verso il 1896
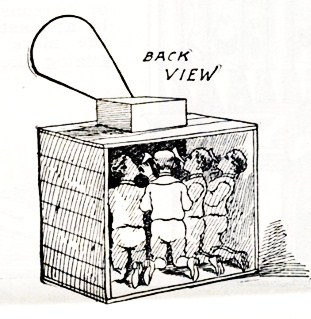
Interno del Mammoth Zobo Phunnygraph, zobo gigante verso il 1900, con quattro ragazzini dentro[10].
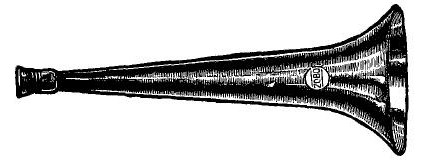
Uno zobo o canzonofono (songophone) venduto a Cincinnati nel 1901[11].
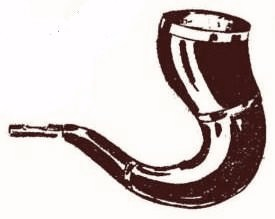
Bigofono venduto a Parigi nel 1927[12].
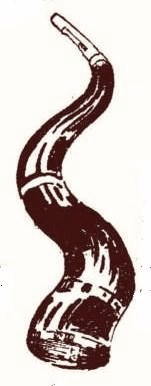
Bigofono venduto a Parigi nel 1927[12].
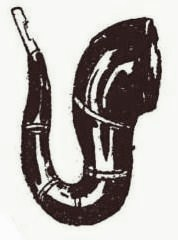
Bigofono venduto a Parigi nel 1927[12].
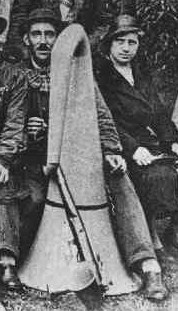
Un bigofonista di Châtellerault con il suo strumento verso il 1930. Nella regione "châtelleraudaise", la  tradizione bigofonica è stata preservata fino ai nostri giorni.
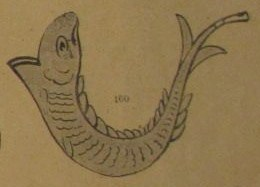
Un bigofono verso il 1900.
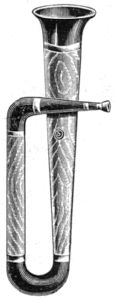
Bigofono tedesco del 1893[13].
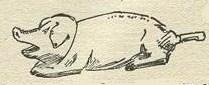
Bigofono a forma di porco[12].
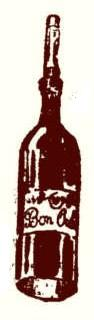
Bigofono a forma di bottiglia di vino. Semplicemente suonando, si può far sembrare di bere e d'ubriacarsi[12].
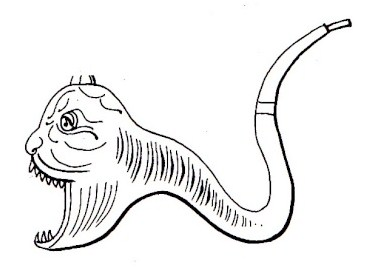
Bigofono a forma di drago[14].
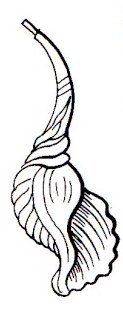
Bigofono a forma di conca[14].
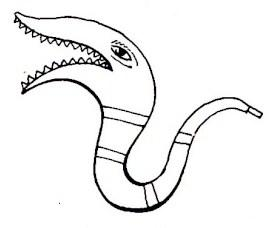
Bigofono a forma di serpente[14].
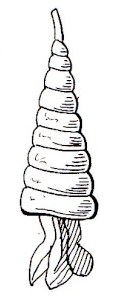
Bigofono a forma di conchiglia[14].
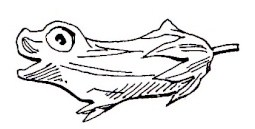
Bigofono a forma di rana[14].

## Storia del Bigofono

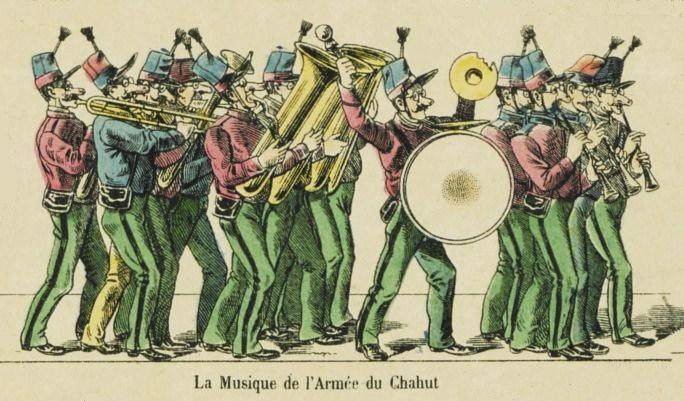
La Musica di bigofoni dellArmée du Chahut il giorno della "Mezza Quaresima" (terzo giovedì di Quaresima) del Carnevale del 1894 a Parigi.

L'invenzione del bigofono è legata al Carnevale di Parigi. In effetti, Romain Bigot esercita come professione la vendita di cornetti a bocchino sui campi di fiera, uno strumento di musica allora molto apprezzato al momento di tale festa d'origine pagana.
L'inventore del bigofono si farà presto l'efficacissimo propagatore del suo strumento, che inizialmente egli realizza per il comico "Bienfait" (in italiano Benfatto), che canta «Méli-Mélo» a Ba-Ta-Clan, e per la sua invenzione, Bigot s'è ispirato al Mirlitone, piccolo strumento musicale popolare già esistente, che però egli ha perfezionato.
L'uso del bigofono, in più di cinquant'anni, si è estremamente diffuso in Francia e Belgio, ed infatti nei due Paesi, le goguette, a centinaia, s'organizzano in fanfare di bigofoni chiamate società bigofoniche, fanfare di bigofoni, bigofoni o semplicemente fanfare senz'altre precisazioni.
A Rouillac, il complesso bigofonico si chiama: les Bitons de Chant'grole, ed il suo nome non comprende le parole società bigofoniche, fanfare bigofoniche o fanfare.
 Ogni fanfara ha il suo costume caratteristico, che può essere anche comico.
Si trovano dei bigofoni nei magazzini di strumenti di musica.
 Certi magazzini vendono degli assortimenti completi di dodici strumenti musicali per formare delle fanfare.
 Capita di frequente anche che li si fabbrichi da soli, poiché i bigofoni sono strumenti musicali facilissimi da costruire.
Le fanfare di bigofoni si riproducono allegramente un po' dappertutto, nelle piccole come nelle grandi occasioni, nelle piccole come nelle grandi città, in Europa, in Germania soprattutto, in America del Nord, in particolare negli Stati Uniti, e persino in Nuova Zelanda, nella parte opposta del mondo rispetto alla Francia.

## Funzionamento del Bigofono
«Strumento musicale di cartone inventato da Monsieur Bigot, si compone d'una imboccatura, detta bocchino, e d'un cornetto di cartone al quale si può dare tutte le forme», in cui canta dentro facendo "tu-tu-tu".
 Il suono della voce si ripercuote su un piccolo pezzo di carta sottile, tipo "carta da sigaretta" o "carta di seta" ch'essa fa vibrare, tesa su d'una apertura laterale, da cui si ottiene un'amplificazione deformata e nasale della voce dello strumentista che gorgheggia l'aria, canterellando a bocca chiusa.
Il cartone di cui sono fatti i bigofoni è una "pasta della carta", per cui sono detti "strumenti musicali a pasta di carta", come è precisato negli auguri ironici del giornale Le Gaulois a due nuove goguette nel 1922: 
… e noi augureremo prosperità a tali due società che, al prezzo in cui è il rame, si contentano di fare rumore con strumenti di pasta di cartone.
Nel 1898, Maurice Méry scrive:
Bigotphone (ou Bigophone) viene molto semplicemente da Bigot, l'inventore di tali strumenti che certuni sanno rendere armoniosi.
il brav'uomo, uno dei mille piccoli industriali, ingegnoso come Parigi solo ne produce, ebbe per primo l'idea di dare al mirlitone – poiché altro non è – delle forme o burlesche, od ispirate dagli strumenti musicali.